# 시계산

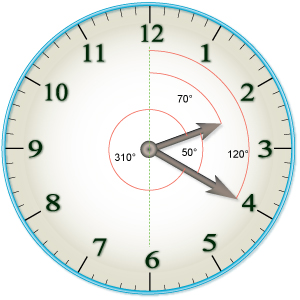
다이어그램은 2시 20분의 시간을 표시하는 아날로그 시계 바늘이 형성하는 각도를 보여준다.

시계산 또는 시계 각도 문제는 아날로그 시계 바늘 사이의 각도를 찾는 것과 관련된 수학적 문제의 한 유형이다.

## 수학 문제
시계산은 각 (수학)과 시간이라는 두 가지 다른 측정값과 관련된다. 각은 일반적으로 숫자 12 표시에서 시계 방향으로 도 단위로 측정된다. 시간은 일반적으로 12시간제를 기준으로 한다.
이러한 문제를 해결하는 방법은 분당 각도의 변화율을 고려하는 것이다. 일반적인 12시간 아날로그 시계의 시침은 12시간(720분)에 360° 또는 분당 0.5° 회전한다. 분침은 60분에 360°, 즉 분당 6° 회전한다.